# Brey-et-Maison-du-Bois
Brey-et-Maison-du-Bois település Franciaországban, Doubs megyében. Lakosainak száma 179 fő (2022. január 1.). Brey-et-Maison-du-Bois Labergement-Sainte-Marie, Remoray-Boujeons, Rochejean, Les Villedieu és Gellin községekkel határos.

## Népesség
A település népességének változása:
| Lakosok száma | 101  | 74   | 74   | 103  | 96   | 104  | 102  | 143  | 163  | 179  |
|               | 1968 | 1982 | 1990 | 2006 | 2013 | 2015 | 2017 | 2019 | 2020 | 2022 |